# 克拉斯諾謝利庫普區

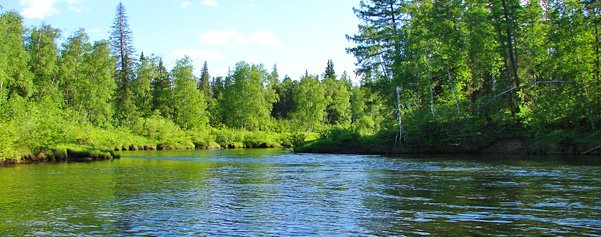

65°42′20″N 82°27′36″E / 65.70556°N 82.46000°E
克拉斯諾謝利庫普區（俄语：Красноселькупский район），是俄羅斯的一個區，位於該國北部，由亞馬爾-涅涅茨自治區負責管轄，面積106,270平方公里，2010年人口6,204，主要為謝利庫普人，人口密度每平方公里0.06人，俄語為官方語言，謝利庫普語具有特殊地位。